# Birkózás az 1924. évi nyári olimpiai játékokon
A birkózás az 1924. évi nyári olimpiai játékokon tizenhárom versenyszámból állt. Kötöttfogásban  hat, szabadfogásban hét súlycsoportban avattak olimpiai bajnokot.

## Éremtáblázat
(Magyarország és a rendező ország csapata eltérő háttérszínnel, az egyes számoszlopok legmagasabb értéke, vagy értékei vastagítással kiemelve.)
| Az 1924. évi nyári olimpiai játékok éremtáblázata birkózásban | Az 1924. évi nyári olimpiai játékok éremtáblázata birkózásban | Az 1924. évi nyári olimpiai játékok éremtáblázata birkózásban | Az 1924. évi nyári olimpiai játékok éremtáblázata birkózásban | Az 1924. évi nyári olimpiai játékok éremtáblázata birkózásban | Olimpia  |
| ------------------------------------------------------------- | ------------------------------------------------------------- | ------------------------------------------------------------- | ------------------------------------------------------------- | ------------------------------------------------------------- | -------- |
|                                                               | Ország                                                        | Arany                                                         | Ezüst                                                         | Bronz                                                         | Összesen |
| 1.                                                            | Finnország (FIN)                                              | 4                                                             | 7                                                             | 5                                                             | 16       |
| 2.                                                            | Egyesült Államok (USA)                                        | 4                                                             | 1                                                             | 1                                                             | 6        |
| 3.                                                            | Svájc (SUI)                                                   | 2                                                             | 1                                                             | 2                                                             | 5        |
| 4.                                                            | Svédország (SWE)                                              | 1                                                             | 2                                                             | 1                                                             | 4        |
| 5.                                                            | Észtország (EST)                                              | 1                                                             | 0                                                             | 1                                                             | 2        |
| 6.                                                            | Franciaország (FRA)                                           | 1                                                             | 0                                                             | 0                                                             | 1        |
|                                                               |                                                               |                                                               |                                                               |                                                               |          |
| 7.                                                            | Magyarország (HUN)                                            | 0                                                             | 1                                                             | 1                                                             | 2        |
| 8.                                                            | Belgium (BEL)                                                 | 0                                                             | 1                                                             | 0                                                             | 1        |
|                                                               |                                                               |                                                               |                                                               |                                                               |          |
| 9.                                                            | Japán (JPN)                                                   | 0                                                             | 0                                                             | 1                                                             | 1        |
| 9.                                                            | Nagy-Britannia (GBR)                                          | 0                                                             | 0                                                             | 1                                                             | 1        |
|                                                               |                                                               |                                                               |                                                               |                                                               |          |
| Összesen                                                      | Összesen                                                      | 13                                                            | 13                                                            | 13                                                            | 39       |

## Szabadfogású birkózás

### Éremtáblázat
(A táblázatban az egyes számoszlopok legmagasabb értéke, vagy értékei vastagítással kiemelve.)
| Az 1924. évi nyári olimpiai játékok éremtáblázata szabadfogású birkózásban | Az 1924. évi nyári olimpiai játékok éremtáblázata szabadfogású birkózásban | Az 1924. évi nyári olimpiai játékok éremtáblázata szabadfogású birkózásban | Az 1924. évi nyári olimpiai játékok éremtáblázata szabadfogású birkózásban | Az 1924. évi nyári olimpiai játékok éremtáblázata szabadfogású birkózásban | Olimpia  |
| -------------------------------------------------------------------------- | -------------------------------------------------------------------------- | -------------------------------------------------------------------------- | -------------------------------------------------------------------------- | -------------------------------------------------------------------------- | -------- |
|                                                                            | Ország                                                                     | Arany                                                                      | Ezüst                                                                      | Bronz                                                                      | Összesen |
| 1.                                                                         | Egyesült Államok (USA)                                                     | 4                                                                          | 1                                                                          | 1                                                                          | 6        |
| 2.                                                                         | Svájc (SUI)                                                                | 2                                                                          | 1                                                                          | 2                                                                          | 5        |
| 3.                                                                         | Finnország (FIN)                                                           | 1                                                                          | 3                                                                          | 2                                                                          | 6        |
| 4.                                                                         | Belgium (BEL)                                                              | 0                                                                          | 1                                                                          | 0                                                                          | 1        |
| 4.                                                                         | Svédország (SWE)                                                           | 0                                                                          | 1                                                                          | 0                                                                          | 1        |
| 6.                                                                         | Japán (JPN)                                                                | 0                                                                          | 0                                                                          | 1                                                                          | 1        |
| 6.                                                                         | Nagy-Britannia (GBR)                                                       | 0                                                                          | 0                                                                          | 1                                                                          | 1        |
|                                                                            |                                                                            |                                                                            |                                                                            |                                                                            |          |
| Összesen                                                                   | Összesen                                                                   | 7                                                                          | 7                                                                          | 7                                                                          | 21       |

### Érmesek
| Az 1924. évi nyári olimpiai játékok érmesei szabadfogású birkózásban |                                        |                                         |                                        |
| Versenyszám                                                          | Arany                                  | Ezüst                                   | Bronz                                  |
| légsúly (56 kg-ig)                                                   | Kustaa Pihlajamäki · Finnország (FIN)  | Kaarlo Mäkinen · Finnország (FIN)       | Bryan Hines · Egyesült Államok (USA)   |
| pehelysúly (61 kg-ig)                                                | Robin Reed · Egyesült Államok (USA)    | Chester Newton · Egyesült Államok (USA) | Naito Kacutosi · Japán (JPN)           |
| könnyűsúly (66 kg-ig)                                                | Russell Vis · Egyesült Államok (USA)   | Volmar Wikström · Finnország (FIN)      | Arvo Haavisto · Finnország (FIN)       |
| kisközépsúly (72 kg-ig)                                              | Hermann Gehri · Svájc (SUI)            | Eino Leino · Finnország (FIN)           | Otto Müller · Svájc (SUI)              |
| nagyközépsúly (79 kg-ig)                                             | Fritz Hagmann · Svájc (SUI)            | Pierre Ollivier · Belgium (BEL)         | Vilho Pekkala · Finnország (FIN)       |
| kisnehézsúly (87 kg-ig)                                              | John Spellman · Egyesült Államok (USA) | Rudolf Svensson · Svédország (SWE)      | Charles Courant · Svájc (SUI)          |
| nehézsúly (87 kg-tól)                                                | Harry Steel · Egyesült Államok (USA)   | Henri Wernli · Svájc (SUI)              | Andrew McDonald · Nagy-Britannia (GBR) |

## Kötöttfogású birkózás

### Éremtáblázat
(A táblázatban Magyarország és a rendező ország csapata eltérő háttérszínnel, az egyes számoszlopok legmagasabb értéke, vagy értékei vastagítással kiemelve.)
| Az 1924. évi nyári olimpiai játékok éremtáblázata kötöttfogású birkózásban | Az 1924. évi nyári olimpiai játékok éremtáblázata kötöttfogású birkózásban | Az 1924. évi nyári olimpiai játékok éremtáblázata kötöttfogású birkózásban | Az 1924. évi nyári olimpiai játékok éremtáblázata kötöttfogású birkózásban | Az 1924. évi nyári olimpiai játékok éremtáblázata kötöttfogású birkózásban | Olimpia  |
| -------------------------------------------------------------------------- | -------------------------------------------------------------------------- | -------------------------------------------------------------------------- | -------------------------------------------------------------------------- | -------------------------------------------------------------------------- | -------- |
|                                                                            | Ország                                                                     | Arany                                                                      | Ezüst                                                                      | Bronz                                                                      | Összesen |
| 1.                                                                         | Finnország (FIN)                                                           | 3                                                                          | 4                                                                          | 3                                                                          | 10       |
| 2.                                                                         | Svédország (SWE)                                                           | 1                                                                          | 1                                                                          | 1                                                                          | 3        |
| 3.                                                                         | Észtország (EST)                                                           | 1                                                                          | 0                                                                          | 1                                                                          | 2        |
| 4.                                                                         | Franciaország (FRA)                                                        | 1                                                                          | 0                                                                          | 0                                                                          | 1        |
| 5.                                                                         | Magyarország (HUN)                                                         | 0                                                                          | 1                                                                          | 1                                                                          | 2        |
|                                                                            |                                                                            |                                                                            |                                                                            |                                                                            |          |
| Összesen                                                                   | Összesen                                                                   | 6                                                                          | 6                                                                          | 6                                                                          | 18       |

### Érmesek
| Az 1924. évi nyári olimpiai játékok érmesei kötöttfogású birkózásban |                                      |                                       |                                     |
| Versenyszám                                                          | Arany                                | Ezüst                                 | Bronz                               |
| légsúly (58 kg-ig)                                                   | Eduard Pütsep · Észtország (EST)     | Anselm Ahlfors · Finnország (FIN)     | Väinö Ikonen · Finnország (FIN)     |
| pehelysúly (62 kg-ig)                                                | Kalle Anttila · Finnország (FIN)     | Aleksander Toivola · Finnország (FIN) | Erik Malmberg · Svédország (SWE)    |
| könnyűsúly (67,5 kg-ig)                                              | Oskari Friman · Finnország (FIN)     | Keresztes Lajos · Magyarország (HUN)  | Källe Westerlund · Finnország (FIN) |
| kisközépsúly (75 kg-ig)                                              | Edvard Westerlund · Finnország (FIN) | Arthur Lindfors · Finnország (FIN)    | Roman Steinberg · Észtország (EST)  |
| kisnehézsúly (82,5 kg-ig)                                            | Carl Westergren · Svédország (SWE)   | Rudolf Svensson · Svédország (SWE)    | Onni Pellinen · Finnország (FIN)    |
| nehézsúly (82,5 kg-ig)                                               | Henri Deglane · Franciaország (FRA)  | Edil Rosenqvist · Finnország (FIN)    | Badó Rajmund · Magyarország (HUN)   |

## Magyar részvétel
Az olimpián tizenkét birkózó képviselte Magyarországot. A magyar birkózók csak kötöttfogású birkózásban indultak, és
- egy második,
- egy harmadik és
- három hatodik

helyezést értek el. A magyar birkózósport ezzel az olimpián tizenkét olimpiai pontot szerzett. A kötöttfogású birkózás egyes súlycsoportjaiban a következő magyar birkózók indultak (pontszerző helyen végzettek esetén zárójelben az elért helyezés):
| Magyar birkózók az 1924. évi nyári olimpiai játékokon |                                          |
| Súlycsoport                                           | Kötöttfogás                              |
| légsúly (58 kg-ig)                                    | Magyar Armand, Tasnády József            |
| pehelysúly (62 kg-ig)                                 | Németh Jenő, Radvány Ödön (6.)           |
| könnyűsúly (67,5 kg-ig)                               | Keresztes Lajos (2.), Matura Mihály (6.) |
| kisközépsúly (75 kg-ig)                               | Györgyei Ferenc, Kónyi Sándor            |
| kisnehézsúly (82,5 kg-ig)                             | Dömény István, Varga Béla (6.)           |
| nehézsúly (82,5 kg-ig)                                | Badó Rajmund (3.), Szelky Ottó           |